# Ataques a civis durante a invasão da Ucrânia pela Rússia em 2022
Os ataques a civis durante a invasão da Ucrânia pela Rússia em 2022 foram ataques efetuados contra localidades com grande concentração de civis e sem uma justificativa válida para o risco do ataque. No geral, instituições dos direitos humanos como a Human Rights Watch e a Anistia Internacional categorizam estes ataques como crimes de guerra. No geral os ataques são efetuados de maneira aérea, e muitas vezes com arma de baixa precisão, como bombas de fragmentação que são proibidas pelas convenções de Genebra.

## Ataques

### Visão geral
Dês do inicio da invasão, foram registrados cerca de 16 ataques do gênero, que acabaram por vitimar aproximadamente 957 civis e ferir outros 553. O primeiro ataque deste tipo foi registrado no dia 3 de março de 2022 na cidade de Chernigov, o bombardeio em questão acabou por ceifar 47 civis e ferindo outros 18. Até o momento o ataque mais grave foi um massacre que ocorreu em Bucha que acabou por matar mais de 400 civis, vários destes com sinais de tortura e amarrados, além de outros vários enterrados em uma vala comum.
As justificativas  para os ataques variam, mas, no geral, baseiam-se em informações não confirmadas de que o alvo seria uma "zona militar disfarçada de zona civil". Em alguns casos, a presença de uns poucos militares, que estavam auxiliando na retirada de civis, foi citada como motivo, o que, entretanto, não retira o caráter criminoso do ataque - realizado sem as precauções necessárias à preservação da vida desses civis.

### Lista
| Ataque                                        | Local                                 | Data       | Responsável                                           | Casualidades de civis | Casualidades de civis | Casualidades de civis | Notas | Ref.   |
| Ataque                                        | Local                                 | Data       | Responsável                                           | Mortos                | Feridos               | Desaparecidos         | Notas | Ref.   |
| --------------------------------------------- | ------------------------------------- | ---------- | ----------------------------------------------------- | --------------------- | --------------------- | --------------------- | --- | ------ |
| Ataques a Zhytomyr                            | Zhytomyr, Oblast de Zhytomyr          | 27/02/2022 | Rússia                                                | 14                    | ~330                  | -                     | - 25 militares também morreram na ação - 33 infra-estruturas foram destruídas | [ 9 ]  |
| Bombardeio de Chernigov                       | Chernigov, Oblast de Tchernihiv       | 03/03/2022 | Rússia                                                | 47                    | 18                    | -                     | - Nenhum alvo militar foi localizado na região | [ 7 ]  |
| Bombardeio da coluna de Irpin                 | Irpin, Oblast de Kiev                 | 06/03/2022 | Rússia                                                | 8                     | -                     | -                     | - Momentos antes do bombardeio, Russos e Ucranianos atacavam-se com morteiros próximos á coluna de refugiados - A suspeita é que soldados que estavam auxiliando os refugiados foram confundidos com os operadores de morteiro | [ 10 ] |
| Ataque a hospital em Mariupol                 | Mariupol, Oblast de Donetsk           | 09/03/2022 | Rússia                                                | 5                     | +17                   | -                     | - Entre os mortos, havia um natimorto - O ataque foi justificado pela "presença das forças armadas ucranianas na Maternidade Mariupol No 1" porém o ataque foi realizado na maternidade errônea | [ 11 ] |
| Bombardeio de Mykolaiv                        | Mykolaiv,Oblast de Mykolaiv           | 13/03/2022 | Rússia                                                | 9                     | -                     | -                     | - As forças russas utilziaram munições cluster Smerch e Uragan nas áreas densamente povoadas sem justifficativa militar | [ 12 ] |
| Bombardeio de Donetsk                         | Donetsk, Oblast de Donetsk            | 14/03/2022 | Ucrânia (Segundo Donetsk) Rússia (Segundo a Ucrânia)  | 23                    | 28                    | -                     | - A República Popular de Donetsk acusou a Ucrânia de realizar o ataque utilizando seu sistema Tochka-U. - A Ucrânia afirmou que o ataque foi realizado pela Rússia através de um ataque de bandeira falsa - Uma organização russa apelidada de "Conflict Intelligence Team (CIT)" afirmou que os mísseis foram oriundos de território russo | [ 13 ] |
| Massacre de Chernigov                         | Chernigov, Oblast de Tchernihiv       | 16/03/2022 | Rússia                                                | 14                    | -                     | -                     | - Os civis mortos estavam em uma fila esperando a doação de pão. | [ 14 ] |
| Bombardeio do teatro de Mariupol              | Mariupol, Oblast de Donetsk           | 16/03/2022 | Rússia (Segundo a Ucrânia) Ucrânia (Segundo a Rússia) | ~300                  | 1                     | -                     | | [ 15 ] |
| Bombardeio à escola de arte de Mariupol       | Mariupol, Oblast de Donetsk           | 20/03/2022 | Rússia                                                | -                     | -                     | -                     | | [ 16 ] |
| Bombardeio do centro comercial de Kiev        | Kiev, Oblast de Kiev                  | 20/03/2022 | Rússia                                                | 8                     | -                     | -                     | - A justificativa dada pela Rússia para o ataque foi a suposta existência de munições armazenadas no centro comercial - Além da estrutura do centro comercial, veículos e residencias ao redor do ataque ficaram parcialmente destruídos | [ 17 ] |
| Vazamento de amônia em Sumykhimprom           | Sumykhimprom, Oblast de Sumy          | 21/03/2022 | Rússia                                                | -                     | -                     | -                     | - Apesar da inexistência de vítimas, o impacto para a região foi significativa. - Suspeita-se que o alvo inicial fosse um reservatório de combustíveis que foi confundido com o de amônia | [ 18 ] |
| Ataque aéreo ao prédio do governo de Mykolaiv | Mykolaiv, Oblast de Mykolaiv          | 29/03/2022 | Rússia                                                | 29                    | 33                    | 10                    | | [ 19 ] |
| Massacre de Bucha                             | Butcha, Oblast de Kiev                | 03/2022    | Rússia(Nega o massacre)                               | +400                  | -                     | -                     | - A data exata do massacre é desconhecida, tendo em vista que ele foi revelado apenas após a retomada da cidade. - Civis foram encontrados mortos, amarrados e com sinais de tortura após a retirada das tropas russas da região - A Rússia nega o ataque                                                                                   | [ 8 ]  |
| Bombardeio de Borodianka                      | Borodianka, Oblast de Kiev            | 03/2022    | Rússia                                                | 41                    | -                     | -                     | | [ 20 ] |
| Ataque à estação ferroviária de Kramatorsk    | Kramatorsk, Oblast de Donetsk         | 08/04/2022 | Rússia                                                | 57                    | 109                   | -                     | - Inicialmente a Rússia reinvidicou o ataque contra supostos "militares presentes na estação", após a noticia de vítimas civis, os russos acusaram a Ucrânia pela realização do ataque. | [ 21 ] |
| Bombardeio da escola de Bilohorivka           | Bilohorivka, Oblast de Luhansk        | 07/05/2022 | Rússia                                                | 2                     | 7                     | 58                    | | [ 22 ] |
| Ataque ao mercado de Maisky                   | Donetsk, Oblast de Donetsk            | 13/06/2022 | Ucrânia                                               | 6                     | 22                    | -                     | | [ 23 ] |
| Ataque com mísseis em Kremenchuk              | Kremenchuk, Oblast de Poltava         | 27/06/2022 | Rússia                                                | 20                    | 56                    | -                     | | [ 24 ] |
| Ataque com mísseis em Serhiivka               | Bilhorod-Dnistrovsky,Oblast de Odessa | 01/07/2022 | Rússia                                                | +21                   | 38                    | -                     | - Entre os mortos, está uma criança de 11 anos. - Um dos prédios atingido era de propriedade da Moldávia |        |
| Total                                         | Total                                 | Total      | Total                                                 | ~1004                 | ~659                  | 68                    | |        |

## Reações internacionais

### Anistia Internacional
A Anistia Internacional vem acompanhando a guerra e relatando sobre os ataques individualmente, em uma nota a Anistia informou que:
| “ | Horas depois da invasão, as equipes da Anistia Internacional conseguiram verificar fotografias, vídeos e relatos de ataques indiscriminados a civis por todo o país. Documentamos ataques a hospitais e escolas, o uso indiscriminado de armas como mísseis balísticos e ainda o uso de armas proibidas, como bombas de fragmentação. Todas estas ações, que já custaram muitas vidas, equivalem a potenciais crimes de guerra cometidos pelas tropas russas. Ao fazer uso da força contra outro Estado, sem qualquer justificação legal, a Rússia violou, de forma flagrante, a Carta das Nações Unidas. O governo russo tem abusado de sua posição de membro permanente do Conselho de Segurança das Nações Unidas, como forma de proteger-se contra qualquer tentativa de responsabilização. A Federação Russa deve parar imediatamente com este ato de agressão contra a Ucrânia e atuar para proteger todos os civis, respeitando o Direito Internacional. | ” |

### Human Rights Watch
A Human Rights Watch também vem acompanhando todos os ataques a civis e tentando reconhecer suas justificativas, mesmo diversas vezes sendo observado a falta de justificativas válias para os ataques.
| “ | A Human Rights Watch identificou que a Rússia usou munições cluster e armas explosivas com impacto em vasta área em zonas densamente povoadas em Kharkiv, em ataques aparentemente indiscriminados e desproporcionais. O bombardeio indiscriminado em áreas densamente povoadas viola o direito internacional humanitário e pode constituir um crime de guerra. “Em Kharkiv, as forças militares russas demostraram um total desrespeito pelas vidas civis por meio de repetidos ataques aparentemente indiscriminados em áreas povoadas”, disse Hugh Williamson, diretor para Europa e Ásia Central da Human Rights Watch. “Os militares russos talvez acreditem que podem desrespeitar as leis da guerra em seus ataques a Kharkiv, mas o Tribunal Penal Internacional tem jurisdição sobre crimes de guerra cometidos em Kharkiv e haverá responsabilização dos envolvidos”. | ” |

### União Europeia
A União Europeia observa a situação na ucrânia de maneira mais crítica, principalmente por suas relações com a Ucrânia e com a Rússia.
| “ | A UE e os seus parceiros internacionais estão unidos na condenação da agressão de Putin à Ucrânia. Asseguraremos apoio às pessoas que procuram abrigo e ajudaremos as pessoas que necessitam de segurança. A UE continuará a prestar uma robusta assistência política, financeira e humanitária à Ucrânia e a impor sanções severas contra a Rússia e os cúmplices da guerra. | ” |

### Organização das Nações Unidas
A Organização das Nações Unidas também tem observado a guerra de perto, além de criar uma sessão emergencial para a analise da situação no país, em seu site á um comunicado:
| “ | A situação de segurança na Ucrânia deteriorou-se rapidamente após o lançamento de uma ofensiva militar da Federação Russa em 24 de fevereiro de 2022. A violência armada aumentou em pelo menos oito oblasts (regiões), incluindo o oblast de Kyivska e a capital de Kiev, bem como no leste oblasts Donetsk e Luhansk que já foram afetados pelo conflito. A escalada do conflito desencadeou um aumento imediato e acentuado das necessidades humanitárias, à medida que suprimentos e serviços essenciais são interrompidos e os civis fogem dos combates. | ” |

O secretário-geral da Assembleia Geral sobre a Ucrânia, Antonio Guterres realizou uma nota à imprensa em 2 de março de 2022, esta nota diz:
| “ | A mensagem da Assembleia Geral é alta e clara: Acabe com as hostilidades na Ucrânia – agora. Silencie as armas – agora. Abra a porta para o diálogo e a diplomacia – agora. A integridade territorial e a soberania da Ucrânia devem ser respeitadas em conformidade com a Carta das Nações Unidas. Não temos um momento a perder. Os efeitos brutais do conflito são visíveis. Mas, por pior que seja a situação para as pessoas na Ucrânia agora, ela ameaça ficar muito, muito pior. O tique-taque do relógio é uma bomba-relógio. Também estou profundamente preocupado com suas possíveis consequências para a paz e segurança regional e global e um mundo que luta para se recuperar do COVID. | ” |

### Organização do Tratado do Atlântico Norte
A Organização do Tratado do Atlântico Norte (OTAN), um dos fatores que levaram a invasão do território Ucrâniano, se pronunciou através de seu secretário-geral Jens Stoltenberg em uma entrevista coletiva:
| “ | Todos nós vimos as imagens horríveis de civis assassinados em Bucha e outros lugares controlados pelos militares russos até poucos dias atrás. É uma brutalidade insuportável que a Europa não testemunha há muitas décadas... Atingir e assassinar civis é um crime de guerra... essas atrocidades devem ser levadas à justiça. | ” |

## Galeria de imagens
| {{{caption}}}                                          |
| Escola arde em chamas em Bilohorivka após ataque russo |

| {{{caption}}}                                |
| Edifício destruído após ataque em Borodianka |

| {{{caption}}}                                                               |
| Civis mortos em Kramatorsk após bombardeio da estação ferroviária da cidade |

| {{{caption}}}                                                   |
| Serviços de emergência prestam primeiros socorros em Kramatorsk |

| {{{caption}}}                                          |
| Civis mortos com mãos amarradas após massacre em Bucha |

| {{{caption}}}                                                               |
| Civis são encontrados com sinais de execução em um porão da cidade de Bucha |

| {{{caption}}}                                                                   |
| Equipes de resgate chegam à prédio admnistrativo atingido na cidade de Mykolaiv |

| {{{caption}}}                                                                                    |
| Bombeiros tentam conter incêndio de grandes proporções em shopping em Kiev após bombardeio russo |

| {{{caption}}}                                                |
| Civis são cobertos por cobertores em Chernigov após massacre |

| {{{caption}}}                                                               |
| Civil é coberto por cobertor após morrer em bombardeio na cidade de Donetsk |

| {{{caption}}}                                |
| Civil é resgatado após bombardeio em Donetsk |

| {{{caption}}}                                                                     |
| Míssel russo que falhou em ataque a Mykolaiv fica preso ao chão em uma zona civil |

| {{{caption}}}                           |
| Maternidade após bombardeio em Mariupol |

| {{{caption}}}                                                  |
| Bomba russa que falhou é retirada de prédio civil em Chernigov |